# Lead Me Home
Lead Me Home é um curta-metragem documental americano de 2021 feito para a Netflix e dirigido por Pedro Kos e Jon Shenk. Foi indicado ao prêmio de melhor documentário de curta-metragem no 94º Oscar.

## Enredo
O filme trata da questão dos sem-teto na Costa Oeste dos Estados Unidos. O filme alterna entre breves segmentos de entrevistas com os afetados e gravações de sua vida cotidiana e dos ajudantes. Ele mostra imagens das cidades de tendas de Los Angeles, Seattle e São Francisco.

## Produção
Pedro Kos e Jon Shenk rodaram o filme durante um total de três anos, acompanhando a vida de mais de duas dezenas de pessoas que foram e são afetadas pela falta de moradia. O filme é uma coprodução entre Netflix e Actual Films.
O filme estreou no AFI Film Festival em 11 de novembro de 2021. Foi lançado mundialmente via Netflix em 30 de novembro de 2021.

## Recepção
No agregador de críticas Rotten Tomatoes, o filme tem uma taxa de aprovação de 100% com base em 5 avaliações. Junto com Three Songs for Benazir, Audible e Camp Confidential, é um dos quatro curtas-metragens documentais da Netflix que entraram na lista do Oscar.